# Luis Fernando Suárez
Luis Fernando Suárez (ur. 23 grudnia 1959 w Medellín) – kolumbijski piłkarz i trener piłkarski. Doświadczenie szkoleniowe zbierał u boku Francisco Maturany, z którym wielokrotnie współpracował w klubach i reprezentacjach.

## Kariera piłkarska
Jest wychowankiem Atlético Nacional, w którym, z krótką przerwą w 1986 roku na grę w Deportivo Pereira, spędził całą swoją sportową karierę. W jego barwach w 1989 zdobył Copa Libertadores. Kilka tygodni po tym triumfie zakończył piłkarską karierę. Miał wówczas 29 lat.

## Sukcesy piłkarskie
- mistrzostwo Kolumbii 1981, wicemistrzostwo Kolumbii 1988 i Copa Libertadores 1989 z Atlético Nacional

## Kariera szkoleniowa
Jest jednym z najbardziej zaufanych współpracowników znanego kolumbijskiego szkoleniowca Francisco „Pacho” Maturany, u którego wielokrotnie terminował w roli asystenta.
Samodzielnie prowadził cztery kluby, w tym Atlético Nacional, którego jest wychowankiem, ale nie odniósł z nimi większych sukcesów. Po nieudanych mistrzostwach Ameryki Południowej 2004 przejął od Hernána Darío Gómeza stery reprezentacji Ekwadoru, z którą wywalczył drugi z rzędu awans na mistrzostwa świata.

## Sukcesy szkoleniowe
- awans na mistrzostwa świata 2006 z reprezentacją Ekwadoru
- awans na mistrzostwa świata 2014 z reprezentacją Hondurasu
- awans na mistrzostwa świata 2022 z reprezentacją Kostaryki